# Terényi Lajos (ügyvéd)
Terényi Lajos (Gyula (Békés megye), 1854. december 17. – Békéscsaba, 1897. november 4.) ügyvéd, országgyűlési képviselő, majd főispán. Terényi Lajos alispán és országgyűlési képviselő fia.

## Életpályája
Tanulmányait Egerben és Nagyváradon végezte. 1878-ban ügyvéd lett; később Békés megyénél mint aljegyző, majd mint főszolgabíró és főjegyző szolgált. 1889-ben Békés megye főispánjává neveztetett ki, amely állásban két évig működött. 1892-ben és 1896-ban Békésgyula város megválasztotta országgyűlési képviselővé szabadelvűpárti programmal. Köztudomású, hogy az általa 1895. május 1-jén indokolt interpellációja az Agliardi bécsi nuntius magyarországi útja tárgyában Kálnoky gróf külügyminiszter bukását idézte elő. Több ízben kormánybiztosi teendőkkel is megbizatott. Arcképét (Uferbach Jenő festménye) 1900. március 25-én leplezték le a Békésgyula város tanácstermében.
Országgyűlési beszédei a Naplókban vannak; írt cikkeket is a politikai napilapokba.